# Faithless (singolo)
Faithless è un singolo del gruppo musicale finlandese Before the Dawn, pubblicato il 27 giugno 2007.

## Tracce
1. Faithless – 3:17
2. Mouth for War (Pantera Cover) – 4:07
3. The Black (Live) – 4:25

## Formazione
- Tuomas Saukkonen – voce, chitarra, batteria, tastiera
- Juho Räihä – chitarra
- Lars Eikind – voce, basso
- Katja Vauhkonen – voce
- Jone Nikula – voce in Mouth for War